# SES-12
SES-12 je telekomunikační družice společnosti SES S.A.. Družici vyrobila firma Airbus Defence and Space. Její pracovní pozice je nad 95. stupněm východní délky na geostacionární oběžné dráze Země, kde slouží jako náhrada staršího satelitu NSS-6 a poskytuje telekomunikační služby pro střední východ, a pro asijskou oblast tichého oceánu (zahrnující Indii a Indonésii).
SES-12 byla uvedena na přechodovou dráhu ke geostacionární dráze pomocí nosné rakety Falcon 9 Block 4 společnosti SpaceX, sídlem v kalifornském Hawthornu. Startovalo se z floridské rampy SLC-40 a první stupeň nepřistával. Ten samý první stupeň byl použit už při misi OTV-5. Statický zážeh před letem proběhl 25. května 2018 v 03:30 SELČ.
Satelit byl navržen a vyroben společností Airbus Defence and Space a je postavený na platformě Eurostar-3000EOR. Při startu vážil 5300 kg a životnost je plánována na více než 15 let. K dispozici je 54 transpondérů v pásmu Ku. Přístrojům dodávají energii solární panely o výkonu 19 kW.